# Oxira nubifera
Oxira nubifera là một loài bướm đêm trong họ Noctuidae.